# Das Minsk

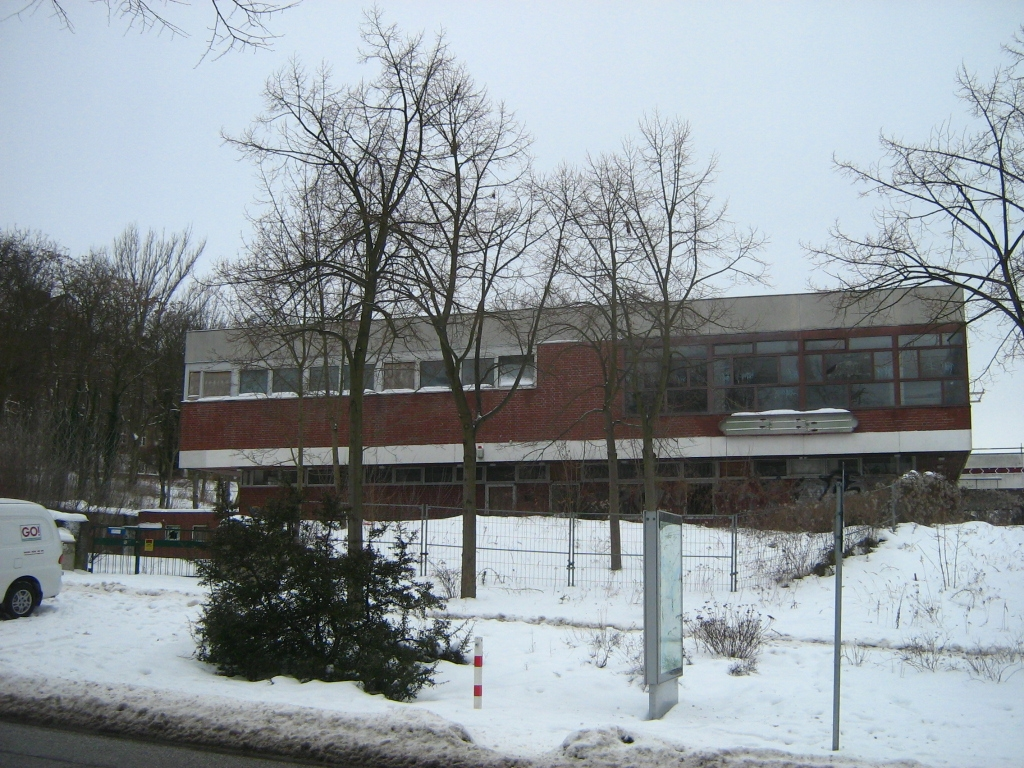
Café Minsks västfasad, 2010

Das Minsk Kunsthaus in Potsdam är ett tyskt konstmuseum i Potsdam.

## Historik
Området Brauhausberg i Potsdam planerades 1962 och i planerna ingick en simhall och en restaurang. Det tog några år att genomföra planerna, men 1971–1977 uppfördes restaurangen "Das Minsk" med ett vitryskt kök. Namnet Minsk sammanhänger med att  Potsdam och belarusiska Minsk var systerstäder. I Minsk hade "Café Potsdam" (idag "Grand Café") öppnats. Restaurangen "Das Minsk" hade plats för 190 gäster inomhus och 120 gäster utomhus på terrassen. Den var, framför allt på 1980-talet, ett populärt utflyktsmål. Byggnaden, som ritades av Karl-Heinz Birkholz och Wolfgang Müller, anses vara en viktig representant för östtysk arkitektur.
Restaurangen drevs senare fram till 2000 som "Café Minsk". Efter det att driften lagts ned, förföll byggnaden, tills entreprenören och miljardären Hasso Plattner från 2019 lät renovera den. Huset har renoverats grundligt och det har byggts om till konstmuseum.

## Konstmuseum
Den italienska arkitektbyrån Linearama från Genua har varit ansvarig för utformningen av entréhall och bar, varvid byggnadens stora interiörtrappa och dess avrundade bardisk har behållits, om än något omgestaltade. Tidigare tak och golv har behållits. 
Konstmuseet är inriktat på samtida konst och har sin tyngdpunkt i konst från DDR och Künstlern der Gegenwart.
Minsk Kunsthaus ställer permanent ut Hasso Plattners egna samlingar av östtysk konst. 
Filmaren Hans-Dieter Rutsch (född 1954) har dokumenterat ombyggnationen i filmen 'Das Minsk Kunsthaus in Potsdam.

## Bildgalleri

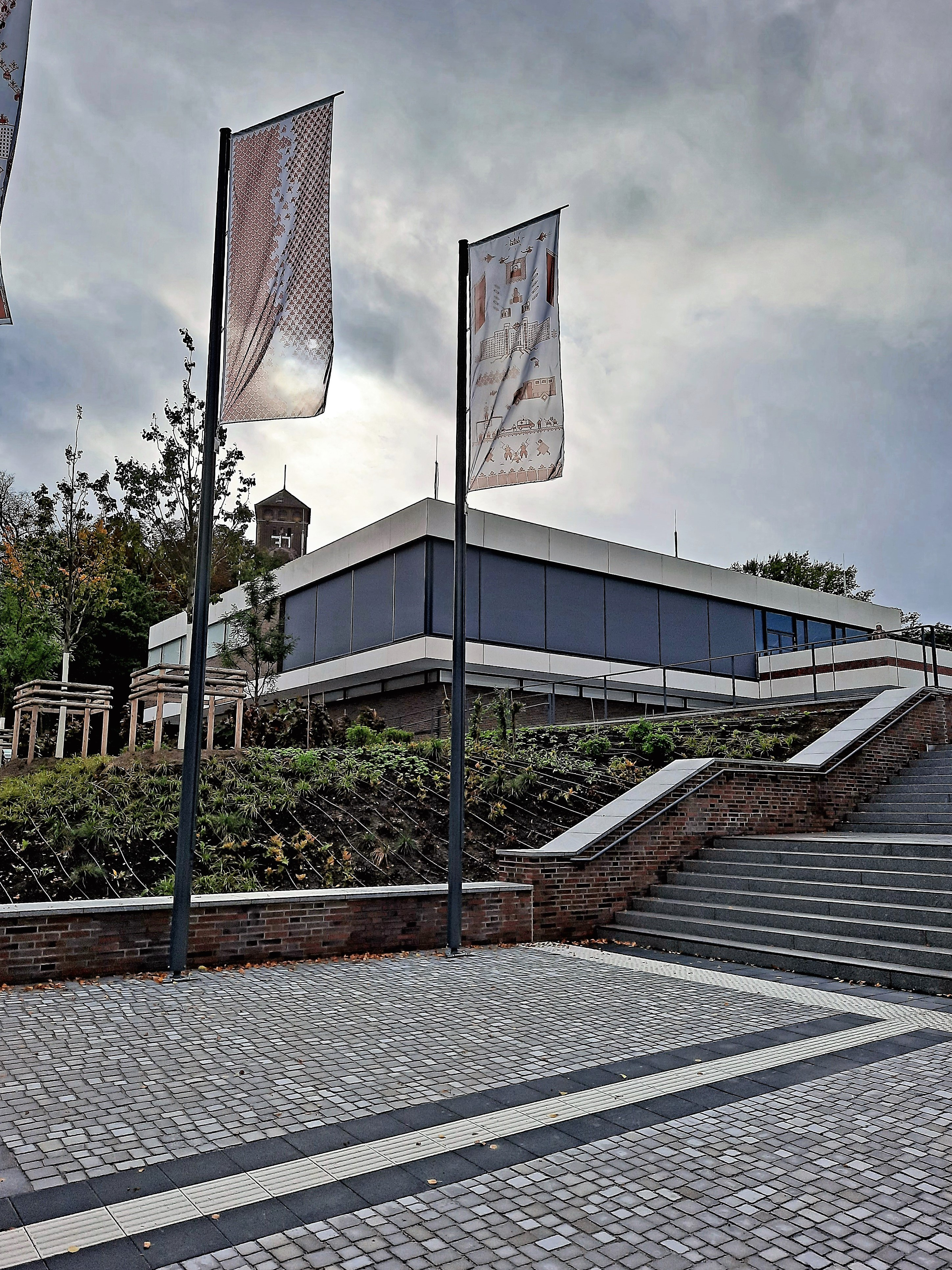
Exteriör
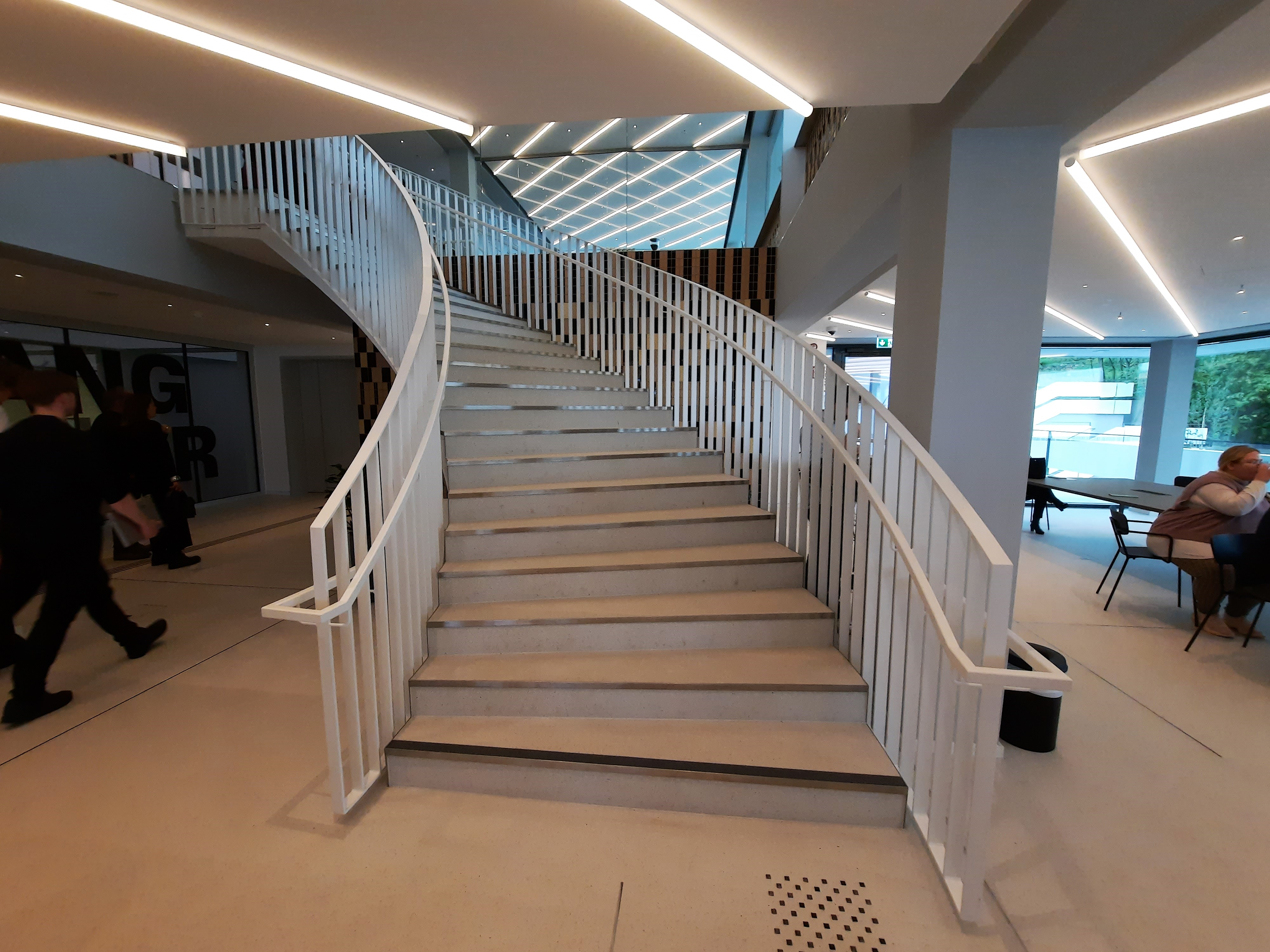
Trappan i foajén
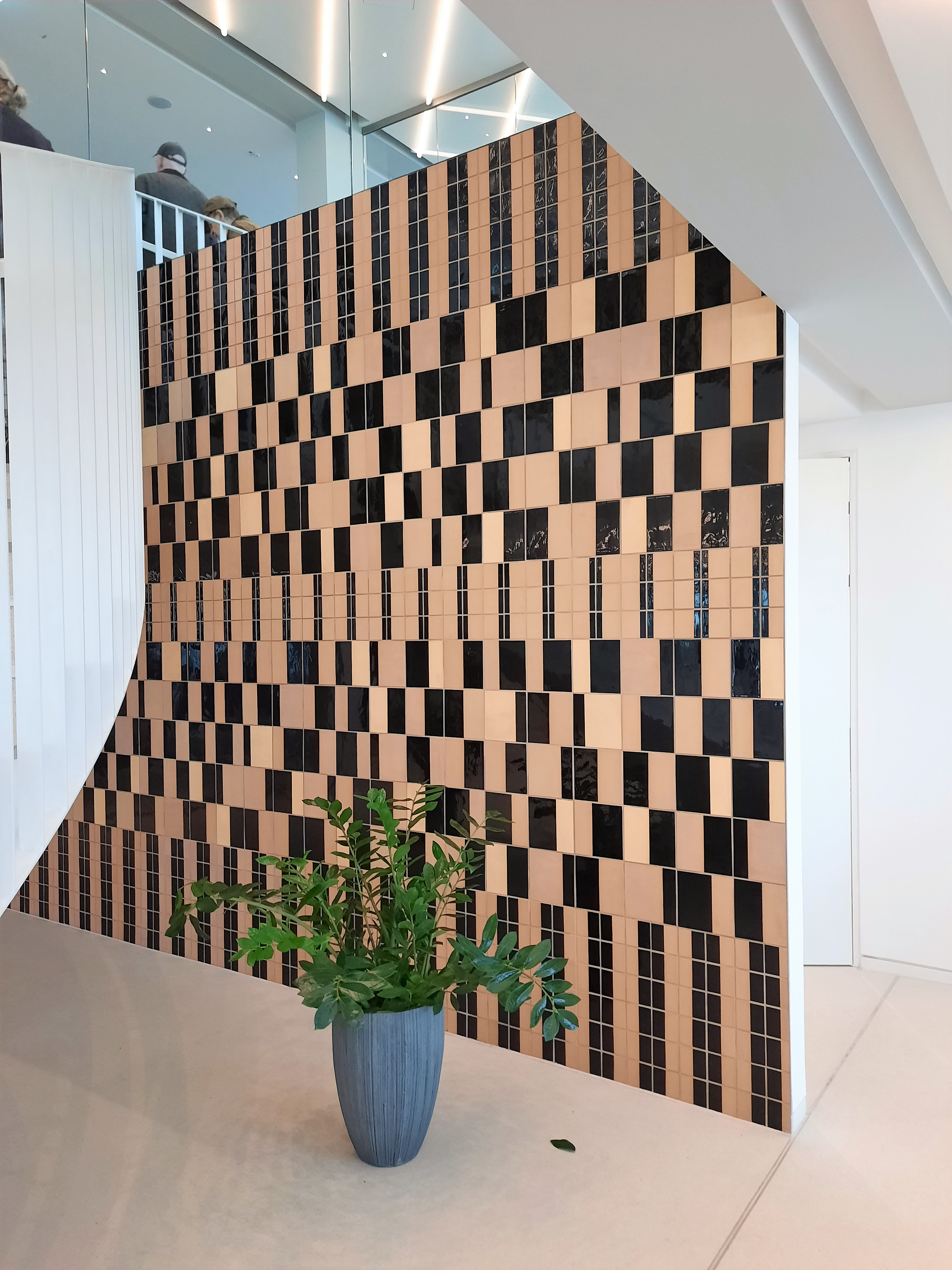
Väggkakel i foajén
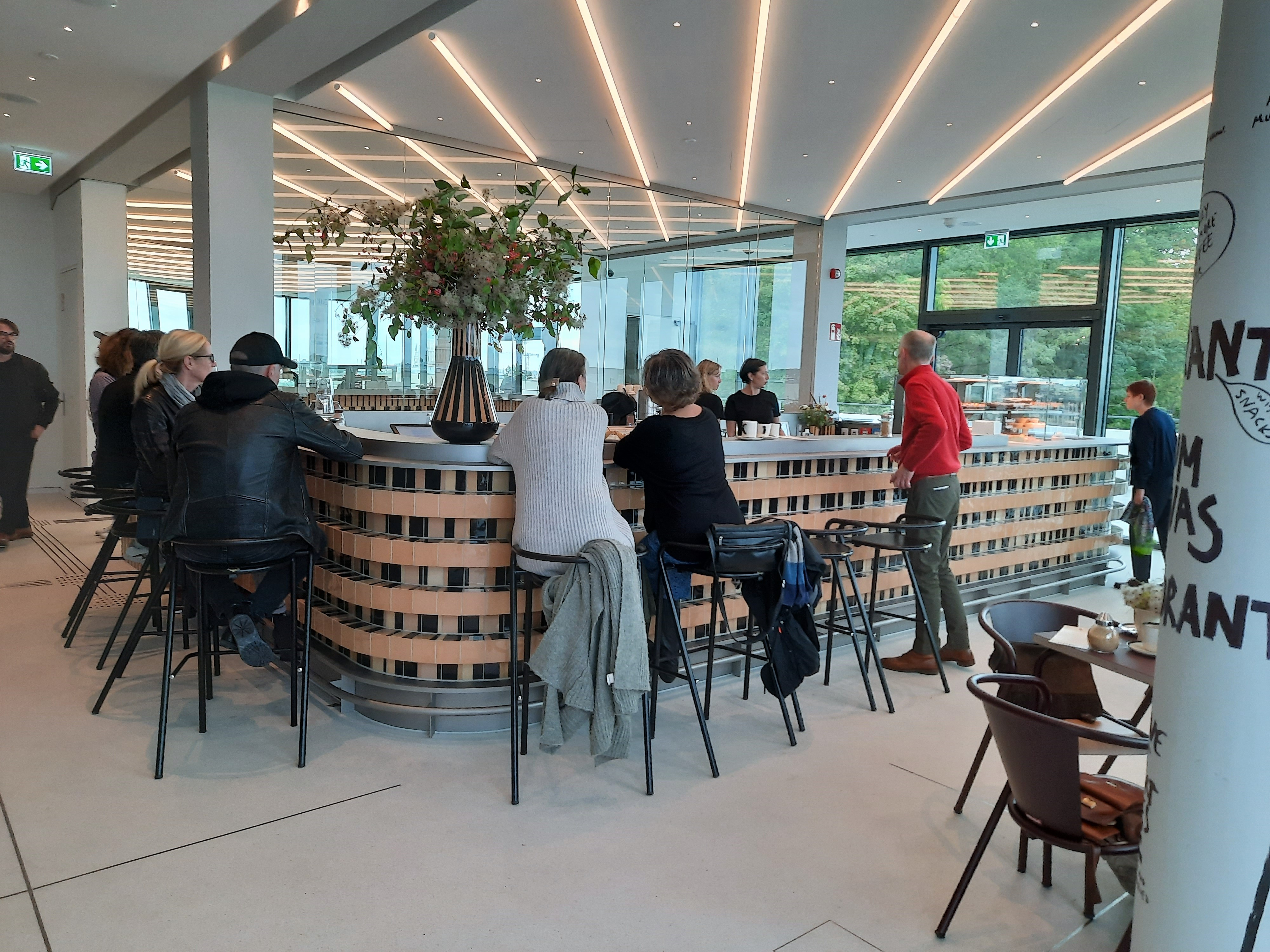
Kaféet med bardisk

## Video
- Das Minsk Kunsthaus in Potsdam, dokumentärfilm om renoveringen, av Hans-Dieter Rutsch